# خانه‌های بریم شماره ۲۳۴
خانه‌های بریم شماره ۲۳۴ مربوط به دوره پهلوی دوم است و در آبادان، منطقه مسکونی بریم، پلاک ۲۳۴ واقع شده و این اثر در تاریخ ۱۲ شهریور ۱۳۸۶ با شمارهٔ ثبت ۱۹۴۶۷ به‌عنوان یکی از آثار ملی ایران به ثبت رسیده است.